# CFJU-FM
CFJU-FM (s'identifiant en ondes sous le nom « FM90 Route 17 ») est une station de radio communautaire francophone située au Restigouche-Ouest, entre Saint-Quentin et Kedgwick au Nouveau-Brunswick. Elle diffuse à la fréquence 90,1 MHz sur la bande FM, d'une puissance de 3 kW couvrant un territoire d'environ 100 kilomètres à la ronde. L'entreprise est titulaire d'une licence de radiodiffusion en langue française de type A.

## Historique
La station fut d'abord associée au projet de radio communautaire de la Coopérative des Montagnes d'Edmundston et de Grand-Sault (CFAI-FM) en 1991. Puis la station devint parfaitement autonome et distincte en 1993, CFJU-FM.
La radio dessert une population d'environ 8 000 habitants et elle est la seule station de radio locale du territoire, qui comprend les villes et villages de Saint-Jean-Baptiste, Menneval, White-Brooks, Kedgwick, Saint-Martin-de-Restigouche et Saint-Quentin.

## Partenariats
La station est membre de l'Alliance des radios communautaires du Canada ainsi que de l'Association des radios communautaires acadiennes du Nouveau-Brunswick. De plus, elle collabore plusieurs projets dans sa communauté.